# Serge Farnel
 (janvier 2023).
Serge Farnel, né le 19 mars 1965 à Paris, est écrivain, journaliste et ingénieur français.

## Parcours
Ingénieur en aéronautique formé à Sup Aéro, puis fondateur d'une édition parascolaire, Serge Farnel enquête pendant plusieurs années sur le génocide perpétré contre les Tutsis du Rwanda,. Son écriture touche aussi bien à la poésie, à l'investigation journalistique qu'à la fiction romanesque.

## Le génocide contre les Tutsis du Rwanda
Selon une enquête réalisée par Serge Farnel, le massacre anti-Tutsi de la dernière poche de résistance civile au génocide aurait eu lieu le 13 mai 1994 à Bisesero (ouest du Rwanda) avec la contribution active de soldats blancs,. Bruno Boudiguet a poursuivi l'enquête qu'il a confirmé avec de nouveaux recoupements et éléments à charge, totalisant des dizaines de témoins, quatre ans d'enquête, ainsi que des dizaines d'heures de rushes.

## Œuvre
- Fréquence maths, mathématiques, coll. de 17 titres, éditions Equavision, 1993  (ISBN 978-2842220099)
- Rivages de l'existence, poésie, coll. Mot à mot, éditions La lyre et la licorne, 2006  (ISBN 2915580103). Prix Prométhée 2003 du Centre européen pour la promotion des arts et des lettres, poèmes ayant reçu le premier prix de la ville de Calais[réf. nécessaire]
- Rwanda, 13 mai 1994. Un massacre français ?, essai, éditions Aviso & L'Esprit frappeur, 2012  (ISBN 978-2844052568).
- Bisesero. Le Ghetto de Varsovie rwandais, essai, éditions Aviso, 2014  (ISBN 979-1093453019).
- La Malicieuse Revanche d'un souffre-douleur, roman, éditions Fayard-Mazarine, 2017  (ISBN 978-2863743669).
- L'angoisse de la pomme au moment où la branche cède, roman, éditions David Reinharc, 2021  (ISBN 978-2493575043).
- Simusiga, essai, éditions L'esprit frappeur, 2022  (ISBN 978-2851030528).
- Reconstruire les fondations de notre industrie, essai, éditions David Reinharc, 2024  (ISBN 978-2493575340).